# 英语世界 (杂志)
《英语世界》是一份由中国出版集团主管、商务印书馆主办的，面向大专师生，英语自学者和英语翻译工作者的月刊，采用英汉对照形式选登欧美英文报刊中的文章，内容涵盖了文学，时事，科技，教育，艺术，时尚，语言文化等领域。杂志创刊于1981年，刊名为钱锺书所题，许多著名的翻译家和英语教育家如杨宪益，许国璋，金圣华，张培基，陆谷孙等人都曾经担任或仍然担任着杂志的编委或顾问。杂志在英语学习者中拥有有良好的口碑。
现任杂志社社长为孟繁六。